# Gornji Ig
Gornji Ig (Duits: Oberigg) is een plaats in Slovenië en maakt deel uit van de gemeente Ig in de NUTS-3-regio Osrednjeslovenska. De plaats telde 27 inwoners op 1 januari 2020.

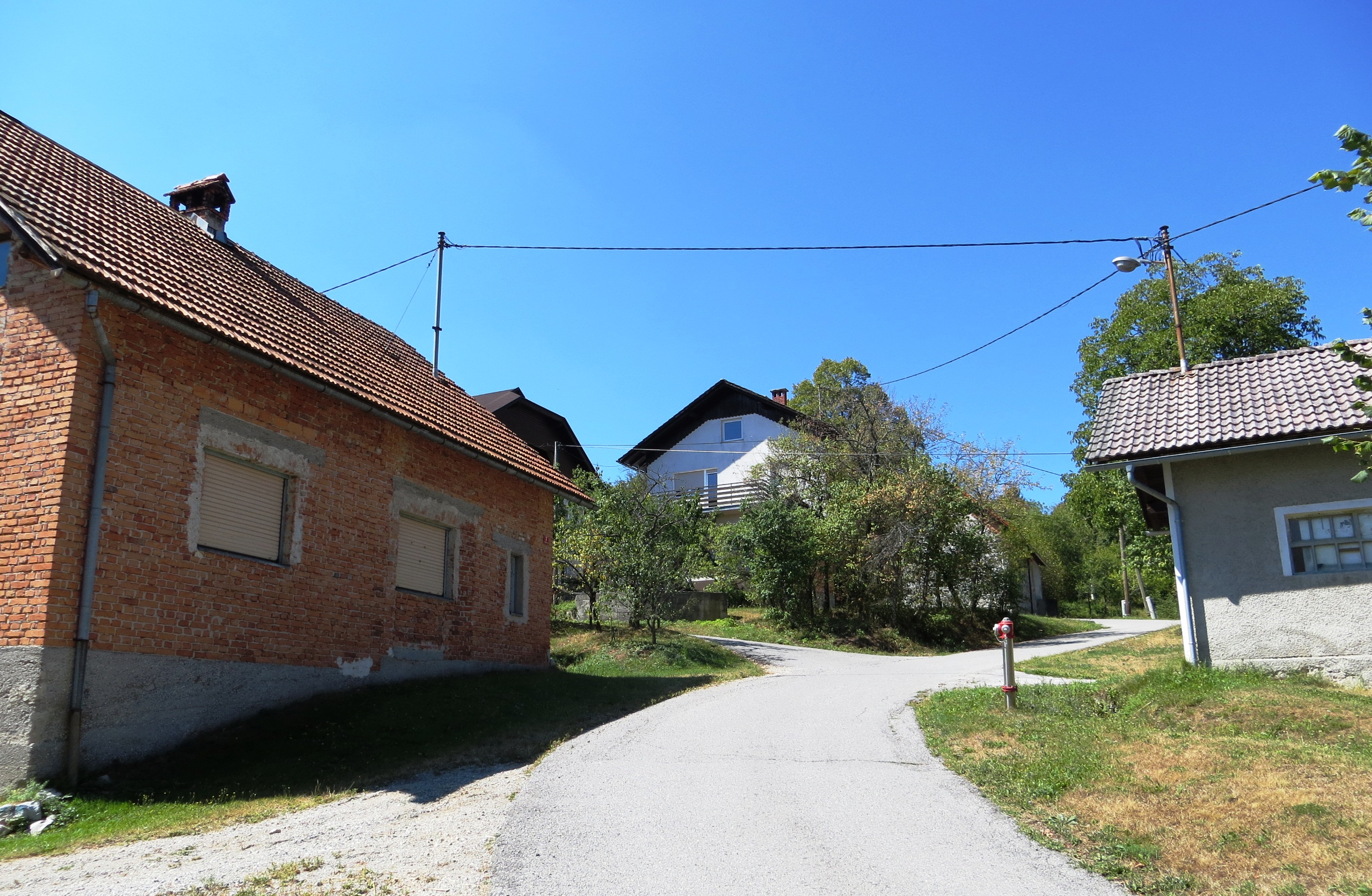
Gornji Ig
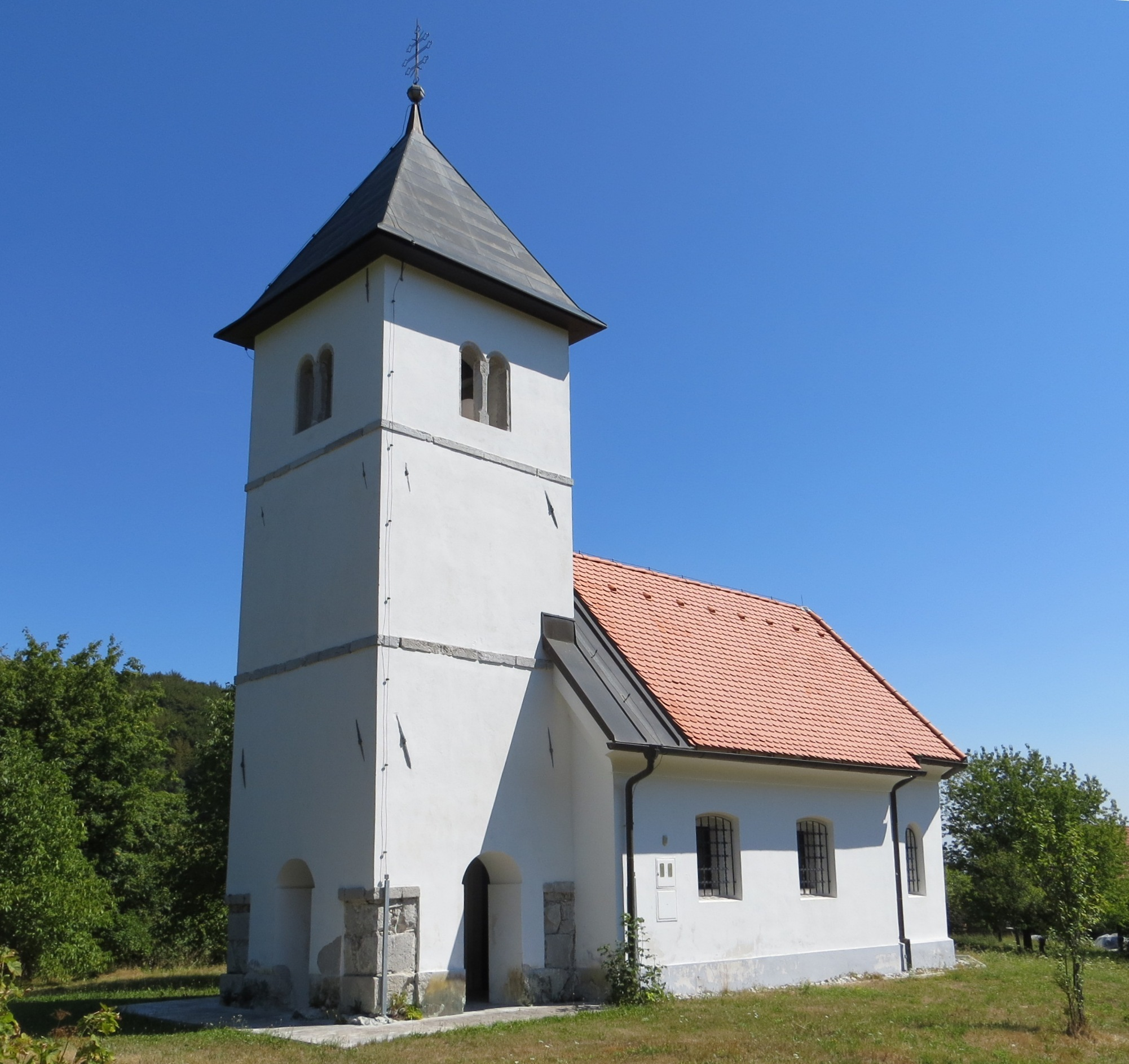
Kerk in Gornji Ig